# 유니버설 시티 스튜디오 대 닌텐도 사건
유니버설 시티 스튜디오 대 닌텐도 사건는 미국 뉴욕 남부 지방법원에서 판사 로버트 W. 스위트가 담당한 1984년 법적 소송이다. 유니버설 스튜디오는 닌텐도를 상대로 한 소송문에서 닌텐도의 비디오 게임 《동키콩 (1981)》이 유니버설측이 당시 소유하고 있다고 주장한 《킹콩》의 이야기와 등장인물에 대한 상표권 침해라며 문제를 제기했다. 닌텐도는 유니버설이 이전 '유니버설 시티 스튜디오 대 RKO 제너럴 사건' 소송에서 《킹콩》의 이야기와 등장인물은 퍼블릭 도메인에 속한 저작물임을 증명한 적이 있음을 근거로 이를 부정했다.
판사 스위트는 최종 판결에서 유니버설이 악의로 닌텐도의 저작물을 위협했으며, 유니버설은 《킹콩》 저작물에 대한 이름, 등장인물 및 이야기에 대한 권리가 없다고 판단했다. 또한 그는 소비자들이 닌텐도의 게임과 《킹콩》 영화 및 등장인물을 서로 혼동할 가능성이 없다고 판결을 내렸다. 유니버설은 이에 항고를 제기했으나 판결은 뒤집어지지 않았다. 결과적으로 이 소송은 당시 미국에선 아직 신생기업이었던 닌텐도의 대승리가 됐다. 이 사건은 닌텐도는 비디오 게임 산업의 큰손으로 올라서는 계기가 됐으며 이를 통해 타 미국 매체와 경쟁할 수 있는 사기를 충전할 수 있었다.

## 참조

### 내용주
1. ↑  영어: Universal City Studios, Inc. v. Nintendo Co., Ltd.

## 참고 문헌
- Kent, Steven L. (2001). 《The Ultimate History of Video Games: From Pong to Pokémon and Beyond- The Story behind the Craze that Touched Our Lives and Changed the World》. Roseville, California: Prima Publishing. ISBN 0-7615-3643-4.
- Sheff, David (1999). 《Game Over: Press Start to Continue: The Maturing of Mario》. Wilton, Connecticut: GamePress.
- “Smash Profile: Kirby”. IGN. 2001년 6월 22일. 2007년 4월 25일에 확인함.
- United States Court of Appeals, Second Circuit (October 4, 1984). Universal City Studios, Inc. v. Nintendo Co., Ltd.
- United States Court of Appeals, Second Circuit (July 15, 1986). Universal City Studios, Inc. v. Nintendo Co., Ltd.
- “Universal Goes Ape”. 《The 25 Dumbest Moments in Gaming》. GameSpy. June 2003. 2007년 6월 10일에 원본 문서에서 보존된 문서. 2006년 3월 3일에 확인함.